# Haroldo Rodas
Pour les articles homonymes, voir Rodas (homonymie).
Roger Haroldo Rodas Melgar (né le 29 mai 1946 à Guatemala et mort le 14 juin 2020 dans la même ville) est un diplomate et homme politique guatémaltèque. Il a été Ministre des Affaires étrangères de Guatemala entre 14 janvier 2008 et 14 janvier 2014, succédant à Gert Rosenthal.

## Biographie

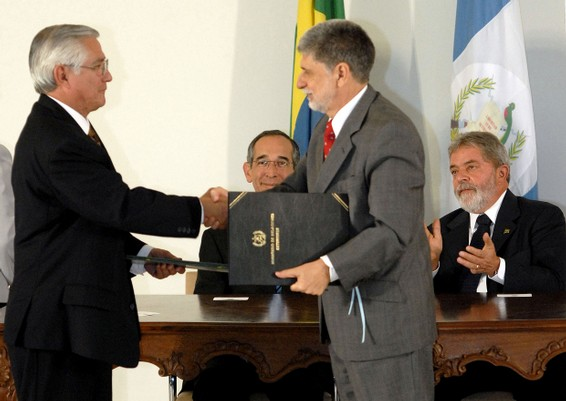
Haroldo Rodas (à gauche) et Celso Amorim en 2008.

Haroldo Rodas étudie l'économie à l'Université de San Carlos et obtient une maîtrise en économie internationale à l'Institut de hautes études internationales à Genève en Suisse.
Il a précédemment servi comme vice-ministre des affaires étrangères du 1er janvier 1991 au 30 juin 1992.
Avant d'être nommé ministre des Affaires étrangères, il occupa la fonction de Secrétaire général du Secrétariat pour l'Amérique centrale d'intégration économique (SIECA) depuis avril 1995.
Il a également occupé des postes au Programme des Nations unies pour le développement, à la Banque interaméricaine de développement et à l'Organisation des États américains.
Il décède le 14 juin 2020 des suites de la maladie  COVID-19.